# 六氰合铬(III)酸钾
六氰合铬(III)酸钾是一种配位化合物，化学式为K3[Cr(CN)6]，这种黄色晶体属正交晶系，空间群Pcan。它通常利用乙酸铬和氰化钾反应得到。
Cr(CH3COO)3 + 6 KCN → K3[Cr(CN)6] + 3CH3COOK
它可以在氰化铵和六氰合铬(0)酸钾的反应中产生：
6 NH4CN + K6[Cr(CN)6] → 2 K3[Cr(CN)6] + 6 KCN + 6 NH3 + 3 H2
它在氢气中加热至400°C时有氨和氰化氢放出，并留下化学式为K3Cr(CN)4的橄榄绿色固体。在空气中150°C以上即可分解。其水溶液对光或热不稳定，易析出Cr(OH)3。